# 2016 au Nunavut
Chronologie du Nunavut
- 2012
- 2013
- 2014
- 2015
- 2016
- 2017
- 2018
- 2019
- 2020

Cette page concerne des événements d'actualité qui se sont produits durant l'année 2016 dans le territoire canadien du Nunavut.

## Politique
- Premier ministre : Peter Taptuna
- Commissaire : Nellie Kusugak
- Législature : 4e (en)

## Événements
- 2 février : élection partielle territoriale de Netsilik (en).

## Décès
- 17 novembre : John Ningark (né le 17 mars 1944 à Repulse Bay (Territoires du Nord-Ouest) et mort à Kugaaruk [1]), homme politique canadien au niveau territorial. Il est un ancien député de Natilikmiot de 1989 à 1999 à l'Assemblée législative des Territoires du Nord-Ouest et un député d'Akulliq à l'Assemblée législative du Nunavut de 2009 à 2013.